# X Factor (Німеччина)
X Factor — це шоу з кастингу музики, яке транслювалося з 2010 по 2012 рік телевізійною станцією групи RTX, що належить телекомпанії VOX . Це німецька версія британського кастингового шоу The X Factor, розроблена продюсером Саймоном Коуеллом.
Німецьке видання було підготовлено Grundy Light Entertainment GmbH та представлене модератором Jochen Schropp У перших двох сезонах 2010 та 2011 років журі складалося з трьох осіб, у третьому сезоні 2012 року було чотири члени журі. Єдиним суддею, представленим у всіх трьох сезонах, була співачка Сара Коннор . У грудні 2012 року було оголошено, що X Factor не буде продовжуватися. Щоправда, восени 2018 року шоу було повернуто на черговий сезон, який продукував UFA Show & Factual для Sky. Німецький репер Зідо входив до складу журі, а Шарлотта Вюрдіг модерувала захід. У грудні 2018 року Sky оголосила, що шоу не триватиме далі.
Перший сезон виграла Едіта Абдіскі зі Швейцарії в листопаді 2010 року, а другий сезон переміг поліцейський з Дуйсбурга Девід Пфеффер у грудні 2011 року. Третій сезон виграв дует Місіс Greenbird і четвертий сезон виграв Ees & The Yes-Ja! Гурт.

## Співпрацівники

### Журі
У першому сезоні в складі присяжних були Сара Коннор, Тілл Брюннер та Джордж Глюк. У другому сезоні 2011 року Джорджа Глюка замінив Дас Бо. У 2012 році Сара Коннор увійшла до складу журі HP Baxxter, Сандри Насіч та Мойсеса Пелхема. У грудні 2012 року Сара Коннор та Мойсей Пелхем оголосили, що більше не будуть в журі X-Factor у 2013 році.
| Сезон | Присяжні    | Присяжні        | Присяжні     | Присяжні        | Рік      |
| ----- | ----------- | --------------- | ------------ | --------------- | -------- |
| 1-й   | Сара Коннор | До Броннера     | Джордж Глюк  |                 | 2010 рік |
| 2-й   | Сара Коннор | До Броннера     | Бо           | 2011 рік        |          |
| 3-й   | Сара Коннор | HP Baxxter      | Сандра Насіч | Мойсей Пелем    | 2012 рік |
| 4-й   | Сідо        | Ігнасіо Уріарте | Томас Андерс | Дженніфер Вейст | 2018 рік |

### Модератори
| Сезон | Помірність      | Помірність      | Рік      |
| ----- | --------------- | --------------- | -------- |
| 1-й   | Йочен Шропп     |                 | 2010 рік |
| 2-й   | Йочен Шропп     | Жанін Рейнхардт | 2011 рік |
| 3-й   | Йочен Шропп     |                 | 2012 рік |
| 4-й   | Шарлотта Вюрдіг | Бенс Істенес    | 2018 рік |

## Перебіг шоу
Зміст кастингового шоу полягав у тому, щоб розкрити співочий талант учасників. Як прибуток, контракт був укладений звукозаписною компанією Sony Music. Сезон тривав в чотири етапи, які називали «кастингом», «завантажувальним табором», «будинком присяжних» та «прямими шоу». Заявники були розділені на три-чотири категорії. Кожен член журі головував на одній з чотирьох категорій як наставник учасників. На етапі кастингу всі кандидати мали прослуховуватися на сцені перед аудиторією та журі. Коло тих, хто був обраний раніше, знову скорочувалося у фазі спільного завантажувального табору. Третій етап супроводжувався рішеннями журі, в якому кожен наставник відбирав найкращих кандидатів, з якими змагався проти інших учасників наступних прямих шоу. Решта учасників презентували пісні в шоу з прямими ефірами, більшість з яких були обрані наставниками. У прямому ефірі перших двох сезонів двом кандидатам з найменшою кількістю голосів від глядачів довелося виконати пісню за власним вибором у так званому вокальному поєдинку, після чого журі простою більшістю голосів вирішило, хто з двох прогресує. Серед трійки найкращих учасників — в третьому сезоні, однак, серед усіх учасників прямого шоу — лише глядачі визначили переможця.

## 1 сезон (2010)
Хоча медіа-група RTL Німеччина придбала права на «Х Фактор» ще у 2006 році, за словами директора компанії з розважальних шоу RTL Тома Сенгера, перший сезон він не випустив до 2010 року. Щоб залучити глядачів, перші два програми транслювались 20-го та 21-го серпня 2010 року показані на телеканалі RTL. Решта епізодів були показані на VOX . До складу журі входили Сара Коннор, Тілль Брюннер та Джордж Глюк, модераторами яких був Йохен Шропп.

### Огляд кандидата
| 16 — 24 — Сара Коннор | З 25 — Тілль Броннер | Групи — Джордж Глюк |
| --------------------- | -------------------- | ------------------- |

| Космос | Кандидат       | Усунуто       | Девіз                      |
| ------ | -------------- | ------------- | -------------------------- |
| 1-й    | Едіта Абідскі  | Переможець    | Фінал                      |
| 2-й    | Big Soul       | 9. Листопад   | Фінал                      |
| 3-й    | Маті Гавриель  | 2-й Листопад  | Майкл Джексон та друзі     |
| 4-й    | Ентоні Тет     | 26. Жовтень   | Ніч у клубі                |
| 5.     | Марлон Берцбах | 19-го Жовтень | Гучно і тихо               |
| 6.     | Піно Северино  | 12-й Жовтень  | Таємнича ніч               |
| 7.     | Urban Candy    | 5. Жовтень    | Королі та королеви естради |
| 8.     | Мераль Аль-Мер | 28 Вересень   | Блокбастер ніч             |
| 9.     | LaFamille      | 21. Вересень  | Плейлист 2010 року         |

### Перша фаза: кастинг
Близько 19 000 претендентів пройшли кастинг в одній з трьох категорій. Наприкінці кастингів суддям були призначені такі категорії:
- Сольна співачка 16–24 років: наставник Сара Коннор
- Сольна співачка віком від 25 років: наставник Тілл Брюннер
- Групи та дуети: наставник Джордж Глюк

### Друга фаза: завантажувальний табір
Близько 120 актів перетворили його на другу фазу X-Factor. Кожен член журі доглядав за однією з трьох категорій та їх учасниками. Сару Коннор підтримала співачка Ларсіто з Culcha Candela, Тілла Бреннера підтримали музичний продюсер Мусс Т., а Джордж Глюк — колишній член " Діти долі " Келлі Роуленд. Загалом 18 актів, по шість на кожного члена журі, внесли до будинку присяжних.

### Третя фаза: будинок присяжних
На третьому етапі кожен із наставників обрав трьох найкращих учасників із шести решти учасників своєї категорії, які були показані у прямому ефірі. У той час як продюсер Джордж Глюк приймав своїх кандидатів наставниками в Берліні, фаза присяжних Сари Коннор в Барселоні і Тіла Броннера в Римі. Під час цієї фази Ларсіто, Мус Т. та Адель Тавіл були присутніми як визначні радники.

### Четверта фаза: прямі ефіри
Всього дев'ять учасників взяли участь у восьми прямих ефірах, один кандидат повинен був залишити X-Factor у кожному ефірі. У ході кожного довелося співати до трьох пісень на виступ. В останньому прямому ефірі Едіта Абдискі переважала над групою Big Soul, яка тим часом стала фаворитом.

#### Таблиця результатів оцінок
|         | Тематичне шоу 1 </br> Плейлист 2010 року | Тематичне шоу 2 </br> Блокбастер ніч | Тематичне шоу 3 </br> Королі та королеви естради | Тематичне шоу 4 </br> Таємнича ніч | Тематичне шоу 5 </br> Гучно і тихо | Тематичне шоу 6 </br> Ніч у клубі | Тематичне шоу 7 </br> Майкл Джексон та друзі | Тематичне шоу 8 </br> Фінал |
| ------- | ---------------------------------------- | ------------------------------------ | ------------------------------------------------ | ---------------------------------- | ---------------------------------- | --------------------------------- | -------------------------------------------- | --------------------------- |
| 1 місце | Big Soul 25,00 %                         | Big Soul 26,25 %                     | Big Soul22,40 %                                  | Марлон Берцбах 20,25 %             | Ентоні Тет 27,02 %                 | Едіта Абдіскі 27,42 %             | Едіта Абідскі 41,35 %                        | Едіта Абідскі 74,10 %       |
| 2 місце | Марлон Берцбах 18,87 %                   | Ентоні Тет 14,62 %                   | Піно Северино 20,94 %                            | Big Soul 19,50 %                   | Big Soul 22,50 %                   | Маті Гавриель 25,05 %             | Big Soul 30,18 %                             | Big Soul 25,90 %            |
| 3 місце | Піно-Северино 15,24 %                    | Марлон Берцбах 13,89 %               | Едіта Абідскі 15,33 %                            | Едіта Абдіскі 18,15 %              | Едіта Абдіскі 19,43 %              | Ентоні Тет 24,34 %                | Маті Гавриель 28,29 %                        |                             |
| 4 місце | Едіта Абідскі 13,92 %                    | Маті Гавриель 13,53 %                | Ентоні Тет 11,55 %                               | Маті Гавриель 16,33 %              | Марлон Берцбах 16,15 %             | Big Soul 23,19 %                  |                                              |                             |
| 5 місце | Маті Гавриель 10,36 %                    | Едіта Абдіскі 12,91 %                | Маті Гавриель 10,71 %                            | Ентоні Тет 16,31 %                 | Маті Гавриель 14,90 %              |                                   |                                              |                             |
| 6 місце | Ентоні Тет 7,04 %                        | Urban Candy 9,21 %                   | Марлон Берцбах 10,52 %                           | Піно-Северино 9,46 %               |                                    |                                   |                                              |                             |
| 7 місце | Urban Candy 6,08 %                       | Піно-Северино 7,04 %                 | Urban Candy 8,55 %                               |                                    |                                    |                                   |                                              |                             |
| 8 місце | Мераль Аль-Мер 1,80 %                    | Мераль Аль-Мер 2,28 %                |                                                  |                                    |                                    |                                   |                                              |                             |
| 9 місце | LaFamille 1,69 %                         |                                      |                                                  |                                    |                                    |                                   |                                              |                             |

#### Перше пряме шоу— 21 вересня 2010 року
- Тема: Плейлист 2010
- Зірка: Енріке Іглесіас зі своєю піснею I Like It

Виступи та голосування
| Космос | Ім'я           | Пісня в 1-му Неперервність                             | Пісня у вокальному поєдинку                       | Результат     | Результат |
| Космос | Ім'я           | Пісня в 1-му Неперервність                             | Пісня у вокальному поєдинку                       | Телефонування | Журі      |
| ------ | -------------- | ------------------------------------------------------ | ------------------------------------------------- | ------------- | --------- |
| 1-й    | Big Soul       | Bad Boys Alexandra Burke featuring Flo Rida            | -                                                 | 25,00 %       | -         |
| 2-й    | Марлон Берцбах | I Like Кері Гілсон                                     | -                                                 | 18,87 %       | -         |
| 3-й    | Піно Северино  | She Said Plan B                                        | -                                                 | 15,24 %       | -         |
| 4-й    | Едіта Абідскі  | Empire State of Mind (Part II) Broken Down Alicia Keys | -                                                 | 13,92 %       | -         |
| 5.     | Маті Гавриель  | Undisclosed Desires Muse                               | -                                                 | 10,36 %       | -         |
| 6.     | Ентоні Тет     | Secrets OneRepublic                                    | -                                                 | 7,04 %        | -         |
| 7.     | Urban Candy    | Meet Me Halfway The Black Eyed Peas                    | -                                                 | 6,08 %        | -         |
| 8.     | Мераль Аль-Мер | Elektrisches Gefühl Juli                               | Ein Herz kann man nicht reparieren Удо Лінденберг | 1,80 %        | далі      |
| 8.     | LaFamille      | In My Head Джейсон Деруло                              | Change Daniel Merriweather featuring Wale         | 1,69 %        | усунено   |

#### Друге пряме шоу— 28 вересня 2010 року
- Тема: Ніч блокбастера
- Зоряна поява: Hurts зі своєю піснею Wonderful Life

Виступи та голосування
| Космос | Ім'я           | Пісня в 1-му Неперервність                    | Пісня у вокальному поєдинку        | Результат     | Результат |
| Космос | Ім'я           | Пісня в 1-му Неперервність                    | Пісня у вокальному поєдинку        | Телефонування | Журі      |
| ------ | -------------- | --------------------------------------------- | ---------------------------------- | ------------- | --------- |
| 1-й    | Big Soul       | Think Арета Франклін                          | -                                  | 26,52 %       | -         |
| 2-й    | Ентоні Тет     | Purple Rain Prince                            | -                                  | 14,62 %       | -         |
| 3-й    | Марлон Берцбах | The Blower's Daughter Damien Rice             | -                                  | 13,89 %       | -         |
| 4-й    | Маті Гавриель  | Girl, You'll Be a Woman Soon Urge Overkill    | -                                  | 13,53 %       | -         |
| 5.     | Едіта Абідскі  | Street Life Randy Crawford                    | -                                  | 12,91 %       | -         |
| 6.     | Urban Candy    | Crazy in Love Beyoncé featuring Jay-Z         | -                                  | 9,21 %        | -         |
| 7.     | Піно Северино  | Papa Was a Rollin’ Stone The Undisputed Truth | Stop Me The Smiths                 | 7,04 %        | далі      |
| 7.     | Мераль Аль-Мер | Irgendwie, irgendwo, irgendwann Nena          | Young Hearts Run Free Candi Staton | 2,28 %        | усунено   |

#### Третє пряме шоу— 5 жовтня 2010 року
- Автор: Kings & Queens of Pop
- Зірка: Seal його піснею Secret

Виступи та голосування
| Космос | Ім'я           | Пісня в 1-му Неперервність                 | Пісня у вокальному поєдинку | Результат     | Результат |
| Космос | Ім'я           | Пісня в 1-му Неперервність                 | Пісня у вокальному поєдинку | Телефонування | Журі      |
| ------ | -------------- | ------------------------------------------ | --------------------------- | ------------- | --------- |
| 1-й    | Big Soul       | Free Your Mind En Vogue                    | -                           | 22,40 %       | -         |
| 2-й    | Піно Северино  | It's a Man's Man's Man's World James Brown | -                           | 20,94 %       | -         |
| 3-й    | Едіта Абідскі  | Respect Арета Франклін                     | -                           | 15,33 %       | -         |
| 4-й    | Ентоні Тет     | I'll Be Waiting Lenny Kravitz              | -                           | 11,55 %       | -         |
| 5.     | Маті Гавриель  | Don't Stop Me Now Queen                    | -                           | 10,71 %       | -         |
| 6.     | Марлон Берцбах | Boulevard of Broken Dreams Green Day       | Last Request Паоло Нутіні   | 10,52 %       | далі      |
| 6.     | Urban Candy    | Geh' davon aus Söhne Mannheims             | Ding Seeed                  | 8,55 %        | усунено   |

#### Четверте пряме шоу— 12 жовтня 2010 року
- Тема: Таємнича ніч
- Зіркові виступи: Usher зі своєю піснею DJ Got Us Fallin 'in Love, Culcha Candela зі своєю піснею Move It

Виступи та голосування
| Космос | Ім'я           | Пісня в 1-му Неперервність                | Пісня у вокальному поєдинку        | Результат     | Результат |
| Космос | Ім'я           | Пісня в 1-му Неперервність                | Пісня у вокальному поєдинку        | Телефонування | Журі      |
| ------ | -------------- | ----------------------------------------- | ---------------------------------- | ------------- | --------- |
| 1-й    | Марлон Берцбах | Zombie The Cranberries                    | —                                  | 20,25 %       | -         |
| 2-й    | Big Soul       | Thriller Michael Jackson                  | —                                  | 19.50 %       | -         |
| 3-й    | Едіта Абідскі  | Heavy Cross Gossip                        | —                                  | 15,33 %       | -         |
| 4-й    | Маті Гавриель  | Hallelujah Леонард Коен                   | —                                  | 16,33 %       | -         |
| 5.     | Ентоні Тет     | Black Hole Sun Soundgarden                | My Love Is Your Love Вітні Г'юстон | 16,31 %       | далі      |
| 5.     | Піно Северино  | Sympathy for the Devil The Rolling Stones | The Climb Miley Cyrus              | 9,46 %        | усунено   |

#### П'яте пряме шоу— 19 жовтня 2010 року
- Тема: Гучно і тихо
- Зірковий вигляд: Тілль Броннер зі своєю піснею Summer Breeze

Виступи та голосування
| Космос | Ім'я           | Пісні                                        | Пісня у вокальному поєдинку | Результат     | Результат |
| Космос | Ім'я           | Пісні                                        | Пісня у вокальному поєдинку | Телефонування | Журі      |
| ------ | -------------- | -------------------------------------------- | --------------------------- | ------------- | --------- |
| 1-й    | Ентоні Тет     | Walk This Way Aerosmith featuring Run–D.M.C. | —                           | 27,02 %       | -         |
| 1-й    | Ентоні Тет     | Under the Bridge Red Hot Chili Peppers       | —                           | 27,02 %       | -         |
| 2-й    | Big Soul       | Sex on Fire Kings of Leon                    | —                           | 22,50 %       | -         |
| 2-й    | Big Soul       | One U2                                       | —                           | 22,50 %       | -         |
| 3-й    | Едіта Абідскі  | Just Like a Pill Pink                        | —                           | 19,43 %       | -         |
| 3-й    | Едіта Абідскі  | Russian Roulette Rihanna                     | —                           | 19,43 %       | -         |
| 4-й    | Марлон Берцбах | Closer to the Edge 30 Seconds to Mars        | Feeling Good Ніна Сімон     | 16,15 %       | -         |
| 4-й    | Марлон Берцбах | Nothing Else Matters Metallica               | Feeling Good Ніна Сімон     | 16,15 %       | -         |
| 4-й    | Маті Гавриель  | Song 2 Blur                                  | Hurt Крістіна Агілера       | 16,33 %       | далі      |
| 4-й    | Маті Гавриель  | Sexed Up Robbie Williams                     | Hurt Крістіна Агілера       | 16,33 %       | далі      |

#### Шосте шоу в прямому ефірі— 26 жовтня 2010 року
- Тема: Ніч у клубі
- Зірковий вигляд: Сара Коннор зі своєю піснею Real Love

Виступи та голосування
| Космос | Ім'я          | Пісні                                                     | Пісня у вокальному поєдинку       | Результат     | Результат |
| Космос | Ім'я          | Пісні                                                     | Пісня у вокальному поєдинку       | Телефонування | Журі      |
| ------ | ------------- | --------------------------------------------------------- | --------------------------------- | ------------- | --------- |
| 1-й    | Едіта Абідскі | Release Me Агнес Карлссон                                 | —                                 | 27,42 %       | -         |
| 1-й    | Едіта Абідскі | Why Don't You Love Me Beyoncé                             | —                                 | 27,42 %       | -         |
| 2-й    | Маті Гавриель | Music Madonna                                             | —                                 | 25,05 %       | -         |
| 2-й    | Маті Гавриель | California Gurls Katy Perry                               | —                                 | 25,05 %       | -         |
| 3-й    | Ентоні Тет    | When Love Takes Over David Guetta featuring Kelly Rowland | Never Ever All Saints             | 24,34 %       | усунено   |
| 3-й    | Ентоні Тет    | Give It to Me Right Melanie Fiona                         | Never Ever All Saints             | 24,34 %       | усунено   |
| 3-й    | Big Soul      | From Zero to Hero Sarah Connor                            | You Can’t Hurry Love The Supremes | 23,19 %       | далі      |
| 3-й    | Big Soul      | It's Raining Men Weather Girls                            | You Can’t Hurry Love The Supremes | 23,19 %       | далі      |

#### Сьоме пряме шоу— 2 листопада 2010 року
- Тема: Майкл Джексон та друзі
- Зоряні виступи: Gossip з її піснею Men in Love, Flo Rida зі своєю піснею Club Can't Handle Me
- Виступ у групі: півфіналісти разом з Джорджем Глюком, Сарою Коннор та Тіллом Броннером з піснею Somewhere over Rainbow

Виступи та голосування глядачів
| Космос | Ім'я          | Пісні                                   | Телефонування |
| ------ | ------------- | --------------------------------------- | ------------- |
| 1-й    | Едіта Абідскі | Blame It on the Boogie The Jackson Five | 41,53 %       |
| 1-й    | Едіта Абідскі | You Are So Beautiful Даяна Росс         | 41,53 %       |
| 2-й    | Big Soul      | As Stevie Wonder                        | 30,18 %       |
| 2-й    | Big Soul      | I'll Be There The Jackson Five          | 30,18 %       |
| 3-й    | Маті Гавриель | Imagine John Lennon                     | 28,92 %       |
| 3-й    | Маті Гавриель | You Are Not Alone Michael Jackson       | 28,92 %       |

#### Восьме пряме шоу— 9 листопада 2010 року
- Тема: Фінал
- Зоряні виступи: Шакіра зі своєю піснею Лока, Ксав'є Найдо з його піснею Будь ласка, не переставай мріяти, Сара Коннор зі своєю піснею Break My Chains
- Виступ у групі: дев'ять учасників живого шоу з піснею Back for Good by Take That
- Зіркові гості співали пісню разом із фіналістами

Виступи та голосування глядачів
| Космос | Ім'я          | Пісні                                    | Телефонування |
| ------ | ------------- | ---------------------------------------- | ------------- |
| 1-й    | Едіта Абідскі | Run Snow Patrol                          | 74,10 %       |
| 1-й    | Едіта Абідскі | Wo willst du hin? Xavier Naidoo          | 74,10 %       |
| 1-й    | Едіта Абідскі | I've Come to Life                        | 74,10 %       |
| 2-й    | Big Soul      | That’s What Friends Are For Діонн Ворвік | 25,90 %       |
| 2-й    | Big Soul      | Underneath Your Clothes Shakira          | 25,90 %       |
| 2-й    | Big Soul      | I've Come to Life                        | 25,90 %       |

## Нагороди
22-го вересня 2010 року X Factor був номінований на премію за найкращу німецьку розважальну телепередачу 2010 року у категорії «Найкращі розваги».